# Mario Maloča
Mario Maloča (Zagreb, 4 mei 1989) is een Kroatisch voetballer die bij voorkeur als centrale verdediger speelt. Hij stroomde in 2008 door vanuit de jeugd van Hajduk Split, waar hij uitgroeide tot aanvoerder. Momenteel speelt de Kroaat voor het Poolse Lechia Gdańsk.

## Clubcarrière
Maloča speelde in de jeugd voor GNK Dinamo Zagreb, NK Zagreb, Kamen Ingrad, NK Inter Zaprešić en Hajduk Split. Hij maakte zijn profdebuut op 18-jarige leeftijd tegen HNK Šibenik. Aan het eind van het seizoen 2007-2008 kreeg hij een nieuw vijfjarig contract. Inmiddels speelde Maloča reeds meer dan 100 competitiewedstrijden voor de club en werd hij tot aanvoerder benoemd. Na het vertrek van trainer Stanko Poklepović bij HNK Hajduk Split, nam directeur Goran Vučević tijdelijk het roer over. Aanvoerder Maloča werd onder Vučević tijdelijk uit het eerste elftal geplaatst in april 2015. Met de komst van trainer Hari Vukas kwam Maloča weer terug in het eerste elftal. Na acht jaar onder contract te hebben gestaan bij Hajduk Split, vertrok Maloča in juli 2015 naar het Poolse Lechia Gdańsk. Bij HNK Hajduk Split scoorde hij acht goals in 233 wedstrijden.

## Interlandcarrière
Maloča speelde vier interlands voor Kroatië -19 en 8 voor Kroatië -21. Met Kroatië -19 scoorde hij een doelpunt tegen Albanië -19 op het EK -19 in 2008. Op 15 augustus 2012 debuteerde hij voor Kroatië onder bondscoach Igor Štimac tegen Zwitserland. Kroatië verloor de wedstrijd, die werd gespeeld in het thuisstadion van Hajduk Split, met 2-4. Maloča speelde de volledige wedstrijd. Nadat Ivan Rakitić afviel voor het WK-kwalificatieduel tegen Schotland op 15 oktober 2013 wegens een blessure, kregen Arijan Ademi en Maloča een oproep van bondscoach Igor Štimac voor het Kroatisch voetbalelftal.